# Ruská Bystrá
Ruská Bystrá est un village de Slovaquie situé dans la région de Košice.

## Histoire
Première mention écrite du village en 1405.

## Démographie

### Évolution de la population
| Année:               | 1994. | 2004.    | 2014.    | 2024.   |
| -------------------- | ----- | -------- | -------- | ------- |
| Nombre de personnes: | 167   | 133      | 118      | 107     |
| Différence:          |       | -20,35 % | -11,27 % | -9,32 % |

| Année:               | 2023. | 2024. |
| -------------------- | ----- | ----- |
| Nombre de personnes: | 107   | 107   |
| Différence:          |       | +0 %  |

## Patrimoine
Dans le village se trouve une église en bois de rite grec bâtie en 1730 dédiée à saint Nicolas. Elle est inscrite depuis 2008 à la liste du patrimoine mondial de l'UNESCO.

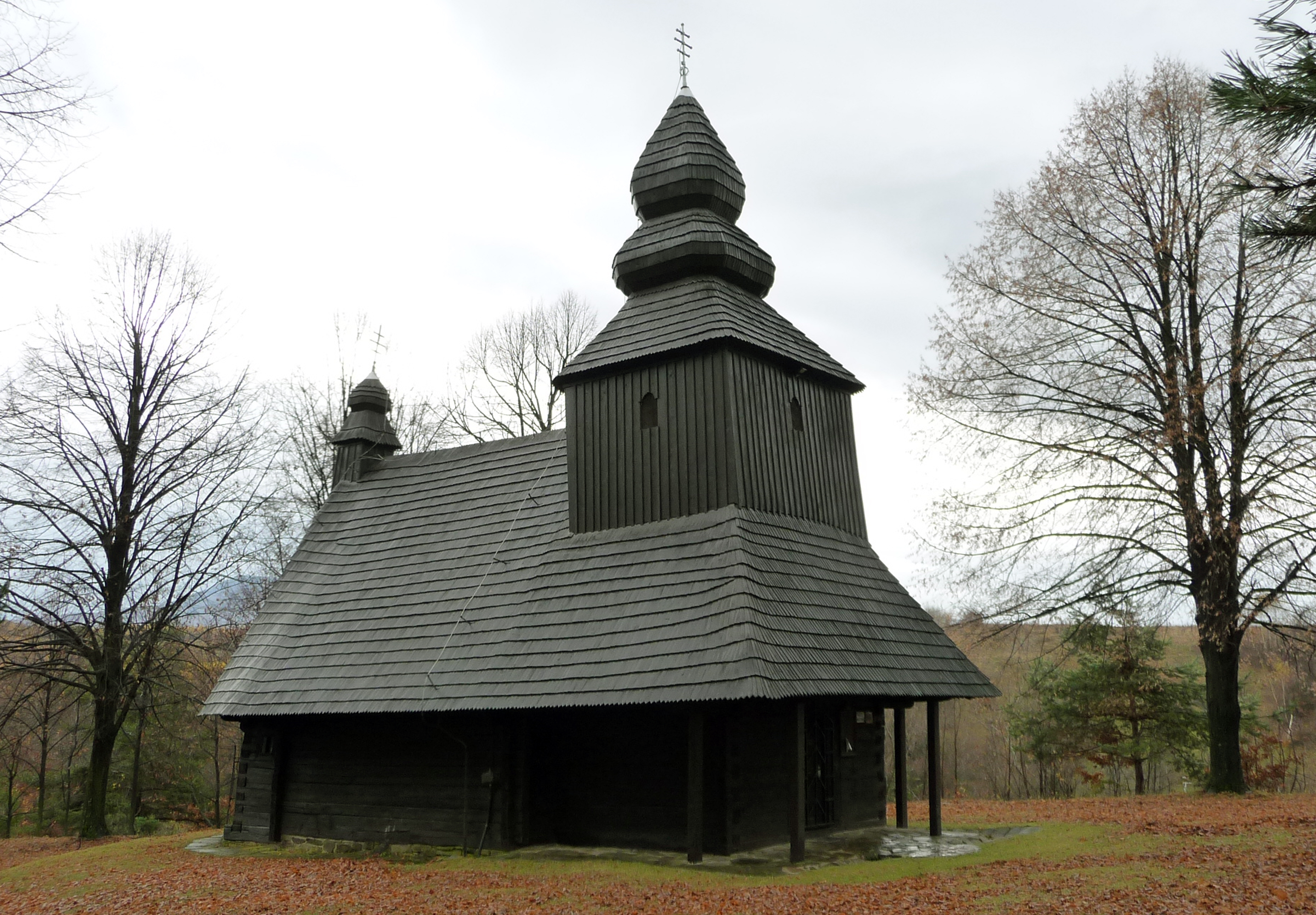
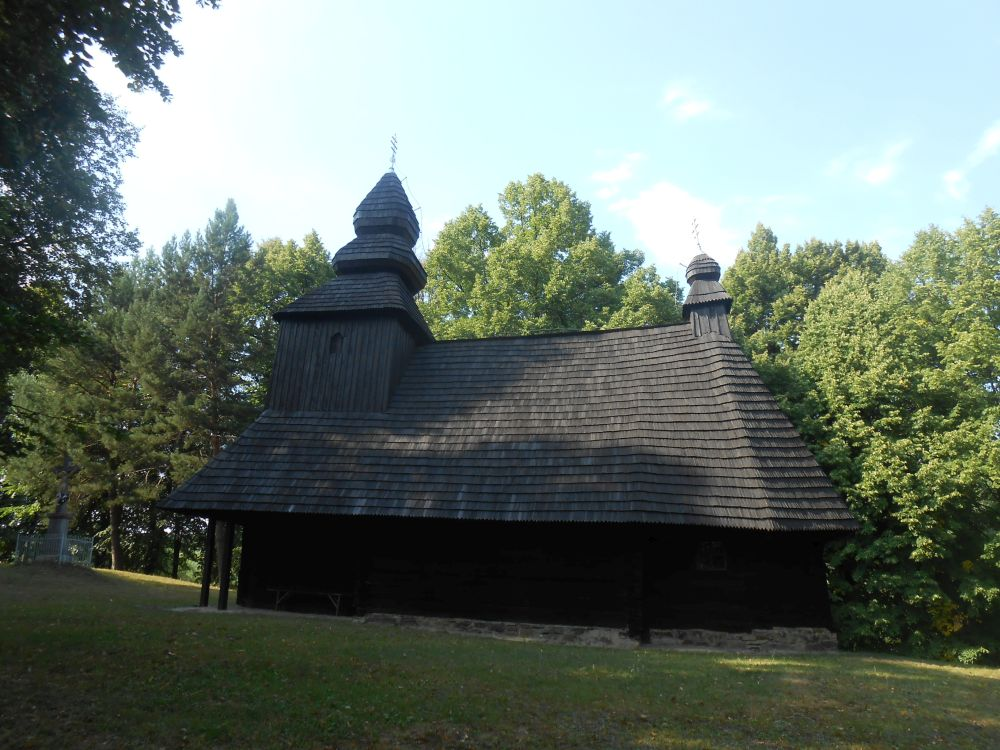
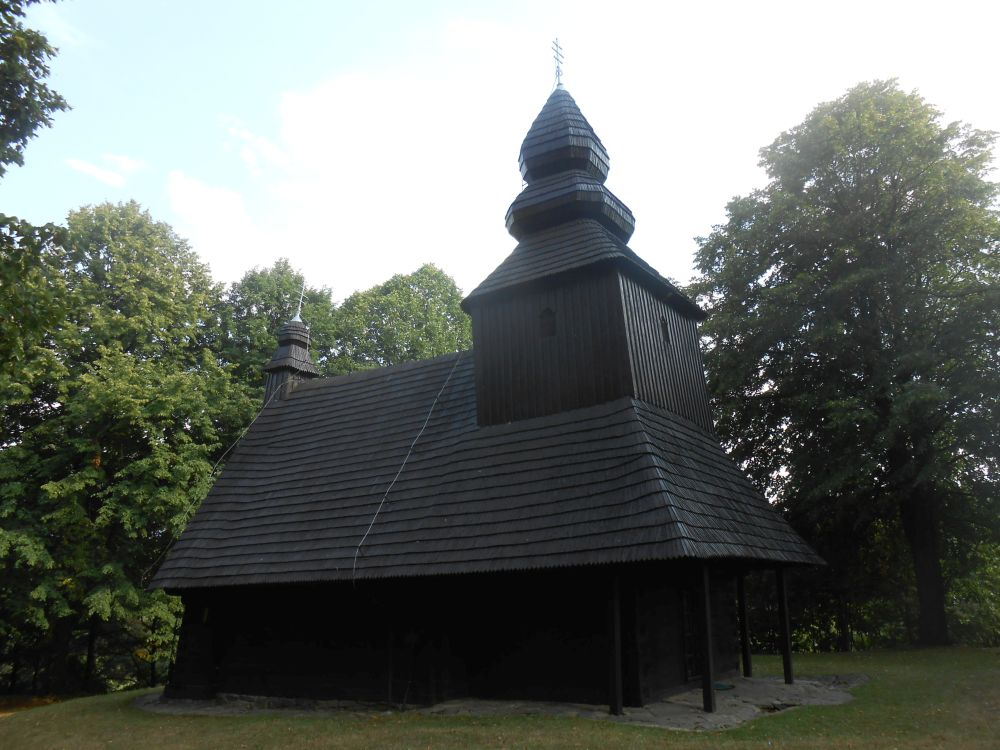

## Politique
| Nom         | Parti politique | Date de l'élection | Fin du mandat |
| ----------- | --------------- | ------------------ | ------------- |
| Ján Sakulič | SMER            | 02.12.2006         | Déc. 2010     |